# Nyctimenius varicornis
Nyctimenius varicornis là một loài bọ cánh cứng trong họ Cerambycidae.